# Kao (langue)
Pour les articles homonymes, voir Kao.
Le kao est une langue papoue parlée dans l'île de Halmahera dans les Moluques, en Indonésie.

## Classification
Le kao appartient à la branche des langues Halmahera du Nord des langues papoues occidentales.